# Bad Sulza
Bad Sulza è una città con status di Landgemeinde della Turingia, in Germania.
Appartiene al circondario (Landkreis) del Weimarer Land (targa AP).
Bad Sulza svolge il ruolo di "comune amministratore" (Erfüllende Gemeinde) nei confronti dei comuni di Auerstedt, Eberstedt, Flurstedt, Gebstedt, Großheringen, Niedertrebra, Obertrebra, Rannstedt, Reisdorf, Schmiedehausen e Wickerstedt.

## Storia

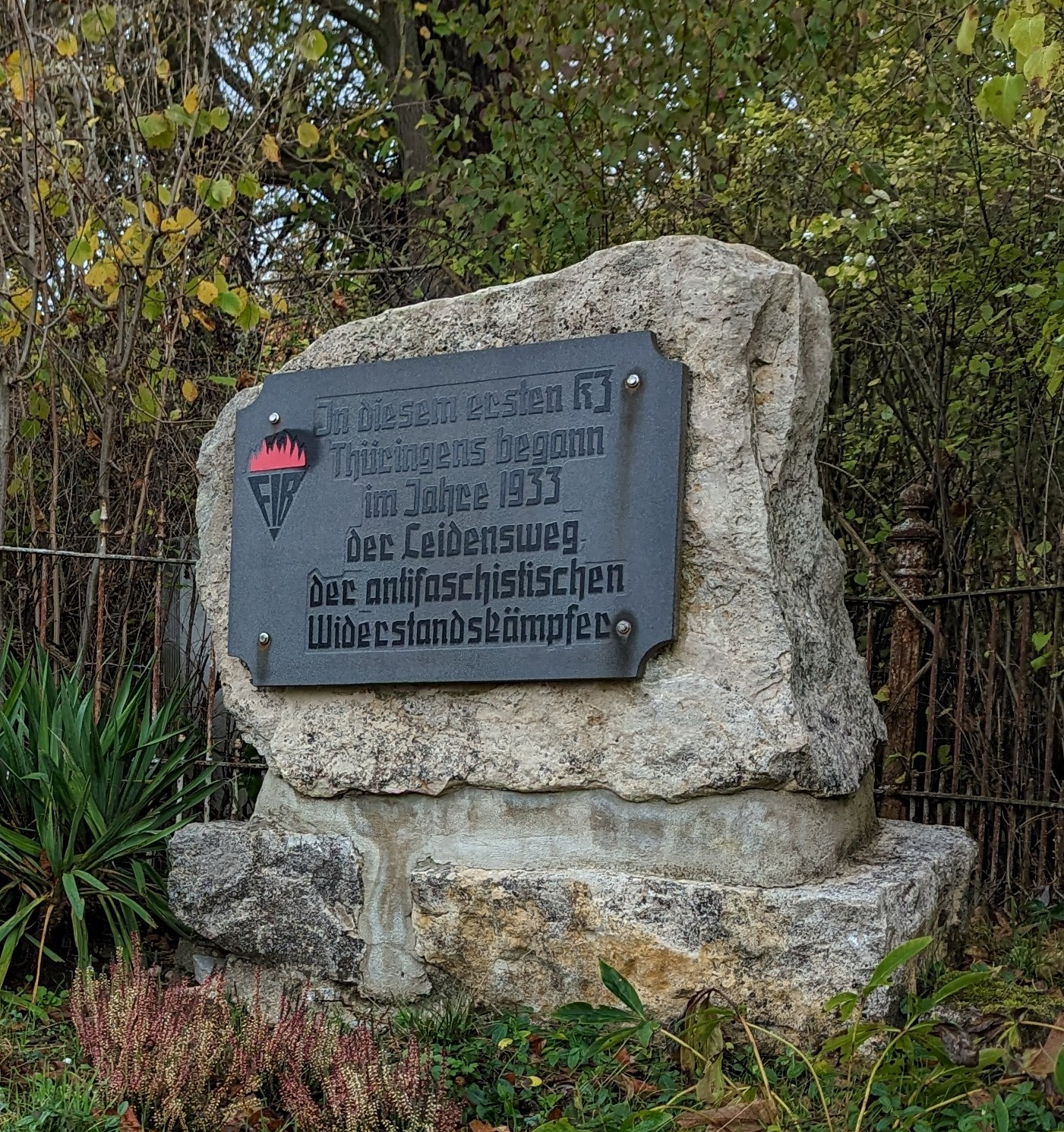
Monumento che lo ricorda il campo di concentramento

Il 1º gennaio 2019 venne aggregato alla città di Bad Sulza il comune di Ködderitzsch.
Il 31 dicembre 2019 venne aggregato anche il comune di Saaleplatte.

## Monumenti e luoghi d'interesse
- Chiesa di San Giorgio. Si tratta di una chiesa evangelica gotica risalente al XVII secolo che si trova nella frazione di Wormstedt
- Campo di concentramento di Bad Sulza. Del campo originale non resta quasi nulla, a parte le fondamenta. Sul sito è presente un monumento che lo ricorda.